# Bakary Saré
Bakary Bouba Saré (* 5. April 1990 in Abidjan) ist ein belgischer Fußballspieler ivorischer Herkunft.

## Karriere
Die Karriere von Saré begann bei RSC Anderlecht, wo er im Dezember 2007 im Alter von 17 Jahren in den Kader der ersten Mannschaft kam. Er debütierte am 22. Dezember 2007 in der Jupiler League, kam im weiteren Saisonverlauf aber zu keinen Einsätzen mehr. Auch in den folgenden Spielzeiten kam er über eine Reservistenrolle nicht hinaus. Im September 2010 wurde er deshalb an Rosenborg Trondheim ausgeliehen. Dort gewann er die Meisterschaft 2010, steuerte aber selbst nur drei Einsätze dazu bei.
Im Februar 2011 nahm ihn der amtierende rumänische Meister CFR Cluj unter Vertrag. In der Rückrunde wurde er zum Stammspieler. In der Saison 2011/12 kam er nicht mehr zum Zuge, erst in der Rückrunde kam er sechs Mal zum Einsatz. Am Saisonende gewann er mit seiner Mannschaft die rumänische Meisterschaft. Im Sommer 2013 wurde er für ein halbes Jahr an den kroatischen Klub Dinamo Zagreb ausgeliehen. Nach acht Einsätzen kehrte er Ende 2013 zurück und wurde an al Ain Club aus den Vereinigten Arabischen Emiraten transferiert. Im Sommer 2014 wechselte er zu Vitória Guimarães in die portugiesische Primeira Liga. In der Saison 2014/15 kam er meist als Einwechselspieler zum Zuge und erreichte am Saisonende die Qualifikation zur Europa League. In der Spielzeit 2015/16 stieg er zum Stammspieler auf. Im Sommer 2016 wurde sein Vertrag nicht verlängert und er war vier Monate ohne Verein, ehe ihn im Oktober 2016 der Moreirense FC verpflichtete. Nur eine Saison später wechselte er weiter zu Belenenses Lissabon.

## Erfolge
- Rumänischer Meister: 2012
- Norwegischer Meister: 2010
- Belgischer Meister: 2010
- Belgischer Pokalsieger: 2008
- Kroatischer Meister: 2013
- VAE-Pokalsieger: 2014